# Вилла «Сфинкс»
Вилла «Сфинкс»— имение, памятник архитектуры местного значения в Евпатории. Двухэтажный фасад выходит на улицу Дувановскую, напротив бывшего санатория Н. Д Лосева, ныне санаторий «Приморский». Вилла была построена в 1911 году, сегодня принадлежит юридической фирме.

## Архитектура
Имя архитектора не имеет документальных источников, но постройка виллы приписывается П. Я. Сеферову. Дом является архитектурной доминантой улицы Дувановской.
Фасад — раскрепощённый ордер. Угол скошенный и оформлен в виде эркера. Завершается четырёхгранным конусом крыши. Выделяются пилястры. Второй этаж образует ионийский ордер.
Свое название вилла получила из-за трех кариатид-сфинксов. Центральный поддерживает фронтон с акротериями, остальные заканчиваются парапетами. Фриз архитрава декорирован пальметтами. Снизу — дорические колонны. Внутри виллы есть терраса. Она крытая и также украшена колоннами.
Здание асимметричное в своем объёме и плане, выполнено в неогреческом стиле и «неостилизованный модерн». Фасад на улице Санаторской — одноэтажный. Пространство между виллой и прилегающим домом огорожено металлическим забором.
В настоящее время охраняется как объект культурного наследия. 